# Profissão MC
Profissão MC é um filme de ação dirigido por Alessandro Buzo e Toni Nogueira, estrelando Criolo Doido. Foi lançado no Brasil em 4 de outubro de 2009, mas distribuído oficialmente em 19 de novembro, após o Prêmio Hutúz.

## Sinopse
Profissão MC traz a história de um rapper na periferia que num momento delicado de sua vida, desempregado e com a namorada grávida, recebe duas propostas: uma para entrar no tráfico de drogas e outra para seguir apostando no rap. É um filme sobre oportunidades, ou falta delas. Este filme não captou um único real para ser produzido e pretende ser exibido em várias comunidades pelo Brasil.
Predefinição:Fim-sinopse
Apesar de Criolo Doido utilizar seu nome no filme, isto não é uma história biográfica do mesmo.

## Elenco principal
- Criolo Doido
- Da Antiga
- Dan-Dan